# Lucas Fitzgerald
Lucas Patrick Fitzgerald es un personaje ficticio de la serie de televisión australiana Neighbours, interpretado por el actor australiano Scott Major del 22 de julio del 2008 hasta el 24 de septiembre del 2013. El 4 de marzo del 2015 Alin regresó a la serie brevemente durante las celebraciones del aniversario número 30 de "Neighbours". Scott regresó brevemente a la serie el 16 de marzo del 2016. y como personaje invitado el 7 de octubre del 2016 y se fue ese mismo día. En 2017 apareció nuevamente y de nuevo el 11 de marzo de 2019 y el 22 de abril de 2021.

## Antecedentes
Lucas es el hermano menor de Dan "Fitzy" Fitzgerald. Sus problemas con el juego le han costado mucho entre ellos su relación con Natasha Curtis.
Es muy buen amigo de Sonya Mitchell.

## Biografía
En diciembre del 2012 Lucas le da la bienvenida a su primer hijo, Patrick Fitzgerald con Vanessa Villante sin embargo la felicidad se ve afectada cuando descubren que Patrick tiene un problema en el corazón lo cual preocupa a Lucas y Vanessa.
Más tarde Lucas descubre que tiene cáncer de testículo y queda destrozado, cuando su exnovia Stephanie Scully regresa a Erinsborough Lucas le confía acerca de su diagnóstico cuando le pregunta si está enfermo, cuando Steph se entera de que Lucas está saliendo con Vanessa y que tienen un hijo juntos se pone celosa e intenta separarlos, primero diciéndole a Lucas que era mejor no decirle nada a Vanessa sobre el cáncer hasta saber más sobre su diagnóstico, cuando Lucas recibe buenas noticias sobre este decide contarle a Vanessa, sin embargo queda dolida y celosa cuando descubre que Lucas le había contado antes a Steph. Poco después Lucas le propoone matrimonio a Vanessa quien queda encantada y acepta.
En el 2013 Vanessa y Lucas descubren que está embarazada nuevamente. Poco después Lucas y Vanessa se casan en Charlie's rodeados de sus amigos. En septiembre del mismo año Lucas y Vanessa decide mudarse de la calle Ramsay para vivir con su hijo Patrick en Daylesford.
El 4 de marzo del 2015 Lucas y Vanessa regresan a Erinsborough para asistir al festival y llevan con ellos a la pequeña Sebastiana, cuando se encuentran con Toadie y Chris, les cuentan que están esperando a su tercer bebé.
El 7 de octubre del 2016 Lucas regresó brevemente a Erinsborough con su sobrino Adam, para que Steh conociera y pasara el día con su hijo, poco después regresaron a Daylesford.
El 11 de marzo de 2019 regresó brevemente para asistir al funeral de Sonya.
El 22 de abril de 2021 regresó nuevamente para despedir a Bea Nilsson el garage.